# Vassili Perovski
Pour les articles homonymes, voir Perovski.
Vassili Alexeïevitch Perovski (en russe : Василий Алексеевич Перовский), né à Potchep en 1795 et mort en 1857, est un général de cavalerie russe, fait comte en 1855. Il a donné son nom à la plante Perovskia.

## Biographie

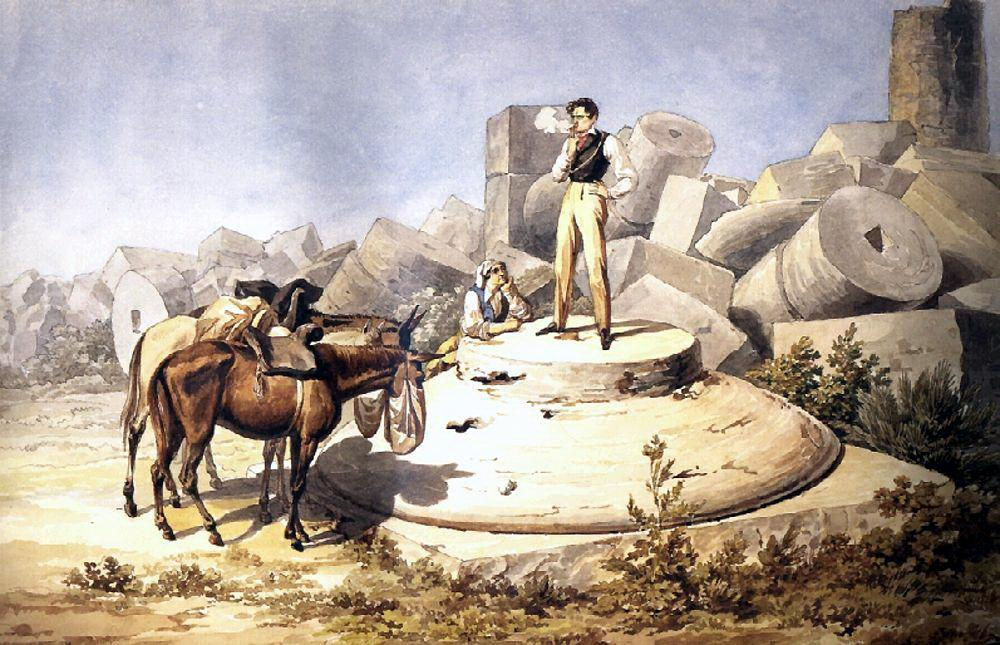
Portrait de Pervoski en 1824 par Brullov

Pervoski est le fils naturel du comte Razoumovsky et de sa maîtresse, Maria Mikhaïlovna Sobolevskaïa, roturière. Il est le frère d'Alexeï Perovski (1786-1836), écrivain plus connu sous son nom de plume d'Antoni Pogorelski, du gouverneur Nikolai Perovski et de Lev Perovski (1792-1856) qui fut ministre de l'Intérieur de 1841 à 1852, sous le règne de Nicolas Ier. Le patronyme de Perovski provient du village de Perovo, où son père était propriétaire.
Après avoir terminé ses études à l'université de Moscou, Perovski entre en 1811 à la cavalerie faisant partie de la suite de l'empereur. Il est fait prisonnier à l'arrivée des Français à Moscou en 1812 et n'est libéré qu'en 1814 à la capitulation de Paris. Il est blessé grièvement à la guerre russo-turque en 1828. Perovski est nommé gouverneur militaire d'Orenbourg en 1833. Il a notamment sous ses ordres Jan Prosper Witkiewicz, dont il estime qu'il en savait plus sur la région actuelle du Kazakhstan que tout autre officier, ancien ou actuel. Il dirige une campagne contre le khanat de Khiva à l'automne 1839, pour libérer les esclaves (en partie russes) capturés le long de la mer Caspienne par les Turkmènes . Il commande 5 200 soldats d'infanterie (avec 10 000 chameaux). Mais cette campagne mal préparée affronte un hiver glacial et se termine par un repli en plein hiver de son corps expéditionnaire qui doit rebrousser chemin en février 1840. Il retourne à Orenbourg en mai sans avoir tiré un seul coup de fusil. Il démissionne de son poste de gouverneur en 1842, mais il est rappelé en 1851, jusqu'en 1856. C'est à cette époque qu'il fait construire des forteresses dans la steppe jusqu'à la mer d'Aral. Il détruit la forteresse du khanat de Kokand située à Ak-Metchet en 1853, et signe un traité en 1854 avec le khan de Khiva.
Il est élevé au titre de comte en 1855. Il est inhumé au cimetière du monastère Saint-Georges de Balaklava en Crimée.
La forteresse d'Ak-Metchet laisse la place à une ville dénommée Perovsk (aujourd'hui Kyzylorda au Kazakhstan) en son honneur, nom qu'elle porte jusqu'en 1922.

## Source
- (ru) Cet article est partiellement ou en totalité issu de l’article de Wikipédia en russe intitulé « Перовский, Василий Алексеевич » (voir la liste des auteurs).